# Afifa Karam

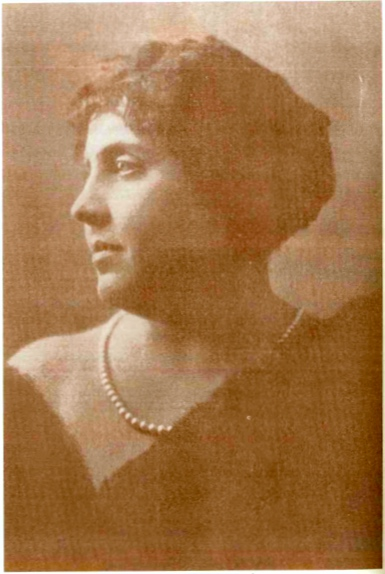

Afifa Karam (Amsheet, 22 de julho de 1883 - Shreveport, 28 de julho de 1924) foi uma jornalista, romancista e tradutora libanesa-americana. Escritora do jornal diário em idioma árabe da cidade de Nova Iorque, Al-Hoda, Karam é autora de três romances árabes originais, bem como de várias traduções de romances do inglês e do francês para o árabe. Ela era uma defensora dos direitos das mulheres no Mahjar, ou diáspora árabe, e do feminismo árabe.

## Primeiros anos
Afifa Karam nasceu em Amsheet, então no Mutasarrifate do Monte Líbano, na rica família maronita de um médico do exército otomano. Karam foi educada em escolas missionárias locais até os treze anos, quando foi casada com um parente, John Karam. Em 1897, ela e seu marido se mudaram para os Estados Unidos e se estabeleceram em Shreveport, Luisiana.

## Jornalismo

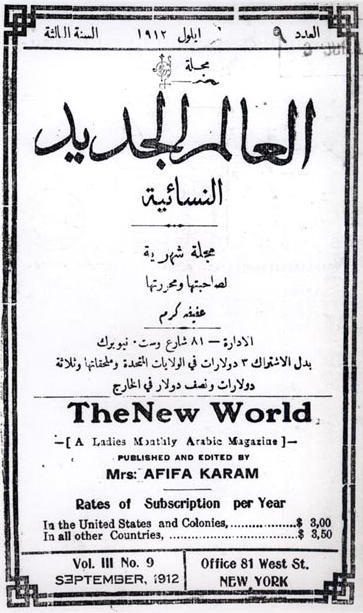
Edição de setembro de 1912 de Al-'Alam al-Jadid (O Novo Mundo)

Karam continuou a estudar a língua e a literatura árabe. Em 1903, aos 20 anos, ela começou a enviar seus escritos para o jornal de língua árabe da cidade de Nova York, Al-Hoda. Seu editor-chefe, Naoum Mokarzel, forneceu-lhe textos literários árabes para ler e ele pessoalmente criticou seus escritos. Em 1911, ele a colocou como responsável pelo jornal por seis meses enquanto estava fora do país. Naquele mesmo ano, Karam fundou Majallat al-'Ālam al-Jadīd al-Nisā'iyyah (O Novo Mundo: Uma Revista Árabe Mensal de Senhoras, 1911) que deu lugar dois anos depois a uma segunda publicação, Al-'Imra'a al -Sūrīyya (Mulher Síria), fundada por Karam em 1913.

## Romances
Aos 23 anos, Karam fez sua estreia literária no Al-Hoda. Ela tirou um hiato de seis meses de seu trabalho jornalístico para se dedicar à escrita de seu primeiro romance, Badī'a wa Fu'ād (Badi'a e Fu'ad), publicado em 1906 pela Al-Hoda Press. Seus segundo e terceiro romances, Fāṭima al-Badawīyya (Fátima, o Beduíno, c. 1908) e Ghādat 'Amshīt (A Garota de' Amshit, c. 1910) também foram publicados por Al-Hoda nos anos seguintes. Todos os três romances originais de Karam apareceram antes da publicação de Zaynab, em 1914, do autor egípcio Mohammed Hussein Heikal, que é amplamente considerado o "primeiro romance árabe" pelo cânone aceito da literatura árabe.